# Парпиев, Абдурашид
Абдурашид Парпиев (1914—1974) — участник Великой Отечественной войны, полный кавалер ордена Славы, председатель колхоза имени Калинина Карасуйского района, депутат Верховного Совета Киргизской ССР двух созывов.

## Биография
Родился 14 января 1914 года в селе Шарк Ошского уезда в семье крестьянина. По национальности узбек.
Образование среднее. Работал главным бухгалтером в колхозе имени Молотова Ошского района.
В 1941 году был направлен в Ташкент, в артиллерийское училище. Но вскоре, пройдя подготовку, вернулся домой, продолжал работать бухгалтером.
В октябре 1942 года был призван в Красную Армию. На фронте с февраля 1943 года. Участвовал в Великой Отечественной войне в составе Юго-Западного, 3-го Украинского и 1-го Белорусского фронтов. Воевал командиром расчёта 45-мм орудия. Форсировал реку Северный Донец, освобождал Ковель, прорывал оборону противника на реке Висле, участвовал в боях за освобождение городов Лодзь, Кутно, Ленчица, Гнезно, Познань. Свой последний победный бой закончил в Берлине. В 1944 году вступил в ВКП(б)/КПСС.
1 февраля 1944 года в наступательном бою у села Красное (Никопольский район Днепропетровской области, Украинская ССР) гвардии старший сержант Парпиев с подчинёнными с открытой позиции огнём поразил 3 огневые точки и свыше отделения пехоты противника.
Приказом от 6 марта 1944 года гвардии старший сержант Парпиев награждён орденом Славы 3-й степени (№ 31160).
18 июля 1944 года при прорыве обороны противника близ железнодорожной станции Мацеюв (Турийский район Волынской области) обнаружил вражескую пушку и тремя выстрелами вывел её и весь расчёт из строя. При преследовании врага огнём из орудия ликвидировал 2 повозки с военным имуществом и несколько гитлеровцев.
Приказом от 6 октября 1944 года гвардии старший сержант Парпиев награждён орденом Славы 2-й степени (№ 5484).
В сражении за Берлин показал образцы отваги, мужества и решительности, исключительное мастерство в ведении уличных боев. 16 апреля 1945 года при штурме высоты юго-восточнее города Зелов (Германия) расчёт Парпиева подавил 2 дота, 3 пулемётные точки. В уличных боях в Берлине точным огнём прокладывал путь стрелкам, делал проходы в проволочных заграждениях, истребил большое количество гитлеровцев.
Вскоре после Победы в 1945 году гвардии старший сержант Парпиев был демобилизован.
Указом Президиума Верховного Совета СССР от 15 мая 1946 года за исключительное мужество, отвагу и бесстрашие, проявленные на заключительном этапе Великой Отечественной войны в боях с гитлеровскими захватчиками, гвардии старший сержант Парпиев Абдурашид награждён орденом Славы 1-й степени (№ 2836). Стал полным кавалером ордена Славы.
Герой войны Парпиев Абдурашид внёс большой вклад в развитие экономики родного Кыргызстана. Вернувшись с фронта, он работал главным бухгалтером колхоза. В 1956 году окончил агрозоотехнические курсы без отрыва от производства. А с 1962 года по 1974 год был председателем знаменитого в Карасуйском районе колхоза имени Калинина, избирался депутатом Верховного Совета Киргизской ССР двух созывов, неоднократно избирался депутатом Ошского областного совета.
За самоотверженный труд на колхозном производстве А. Парпиев награждён Орденом Трудового Красного Знамени, двумя орденами «Знак Почёта» и многочисленными медалями. Он трижды удостаивался Почётной грамоты Верховного Совета Киргизской ССР.
Умер 2 ноября 1974 года.

## Награды
- Орден Славы 1 степени (15 мая 1946—№ 2836)
- Орден Славы 2 степени (6 октября 1944—№ 5484)[2]
- Орден Славы 3 степени (6 марта 1944—№ 31160)
- Орден Трудового Красного Знамени
- ордена «Знак Почёта» — дважды
- медали «За отвагу» — дважды
- Медаль «За освобождение Варшавы»
- Медаль «За взятие Берлина»
- Медаль «За победу над Германией в Великой Отечественной войне 1941—1945 гг.»
- так же был награждён рядом медалей СССР
- Трижды удостаивался Почётной грамоты Верховного Совета Киргизской ССР

## Память
- На Аллее Героев в городе Ош установлен бюст А. Парпиева[3].
- Его именем названы улица в городе Ош, улица и средняя школа № 84 в селе Шарк Карасуйского района.